# Herbaria
Herbaria ist ein 1919 gegründetes mittelständisches Unternehmen mit Sitz in Bruckmühl (Oberbayern). Das Unternehmen ist spezialisiert auf die Herstellung und Vermarktung von Gewürzen, Tees, Kaffee und Naturdrogerie in Bio-Qualität.

## Geschichte
Die Firma Herbaria Kräuterparadies GmbH wurde 1919 in Philippsburg zur Heilmittelherstellung mit Versandhandel gegründet. Im Jahr 1981 belieferte Herbaria die ersten Naturkostläden mit Kräuter, Tees und Gewürze aus ökologischem Anbau. 1983 folgte ein Umzug an den Schliersee. Herbaria ist seit 1987 Gründungsmitglied des BNN (Bundesverband Naturkost Naturwaren). 
1997 erhielt das Unternehmen die Validierung nach EG-Öko-Audit-Verordnung (EMAS). 
Im Jahr 2000 erfolgte der Umzug nach Fischbachau, in eine ehemalige Baumkuchenfabrik. 
Seit dem Jahr 2007 übernehmen die Tee- und Gewürzproduktion ausgewählte Lohnhersteller, Fischbachau wurde seither zum reinen Vertriebsstandort. 2015 wurde außerdem ein Bienenhaus auf dem Werksgelände errichtet und im Jahr 2018 ein Kräutergarten in der Herbaria Nachbarschaft in Kooperation mit dem DAV. 
Seit 2012 ist das Unternehmen Mitglied im Bioland-Anbauverband, 2015 folgte die Aufnahme in den Kreis der Werteproduzenten der Region Tegernsee-Schliersee. Inhaber Otto Greither wurde vom WWF Deutschland und dem Wirtschaftsmagazin Capital als Ökomanager des Jahres 2003 (Mittelstand) ausgezeichnet und erhielt im Jahr 2008 den Bayerischen Verdienstorden.
Seit 2025 befindet sich der Unternehmenssitz der Firma Herbaria Kräuterparadies GmbH in Bruckmühl.

## Produktion und Organisation
Die Herbaria-Produkte werden größtenteils von den Schwesterunternehmen Salus Haus in Bruckmühl und Walther Schoenenberger in Magstadt im Lohnauftrag hergestellt. Ein Fertigungsgebäude befindet sich in Magstadt für die Produktionslinie „Bio-Feinschmecker Gewürze“. Der Kaffee wird von der Spezialitätenrösterei Dinzler im oberbayerischen Irschenberg geröstet und abgefüllt.
Das Umweltmanagementsystem ist nach den Vorgaben der Verordnung EG 1221 / 2009 (EMAS III) aufgebaut.

## Auszeichnungen
- Bioland 2012: „Biomarke des Jahres 2012“[7]
- Bioland 2014: „Bayerns beste Bio-Produkte 2014“[8]
- SMG 2017 Wirtschaftspreis[9]
- Lammsbräu 2017: Nominierung für den Nachhaltigkeitspreis[10]